# One Boston Place
Das One Boston Place, auch Boston Company Building, ist mit 601 ft (183 m) Höhe und 41 Stockwerken der vierthöchste Wolkenkratzer der Stadt Boston im Bundesstaat Massachusetts der Vereinigten Staaten. Es steht im Financial District und wird als Bürogebäude genutzt. Trotz seines vergleichsweise schlichten äußeren Erscheinungsbilds wurde das Gebäude aufgrund seines einzigartigen äußeren Rahmens sowie des ungewöhnlichen Dachdesigns schnell zu einer Sehenswürdigkeit. Es wurde 1970 fertiggestellt und diente Unternehmen aus den unterschiedlichsten Branchen als Firmensitz. Im Juli 2007 war die Bank of New York Mellon der Hauptmieter.

## Geschichte
Mit dem Bau des vom Architekten Pietro Belluschi entworfenen und durch Cabot, Cabot & Forbes errichteten Gebäude wurde im November 1967 begonnen. Die ersten Mieter zogen im März 1970 ein. Seit den frühen 1980er Jahren arbeitet Alex Sutelman in dem Gebäude als Chefingenieur.

## Besonderheiten
Das One Boston Place verfügt über einen Stahlrahmen, der um einen gemauerten Kern herum angeordnet ist. Es gibt 18 Passagieraufzüge und einen für Fracht, die zuletzt 2005 renoviert wurden. Die Wände der Lobby bestehen aus einem System aus planaren Glaskacheln. Der aus diagonalen Streben bestehende äußere Rahmen ist charakteristisch für die Stilrichtung der High-Tech-Architektur.
Im Oktober 2007 wurde das Gebäude in das EPA Energy Star-Programm anerkannt. Im November 2008 wurde es zum ersten Gebäude der Welt, das eine Auszeichnung des US Green Building Council in Gold für bereits fertiggestellte Gebäude erhielt. Es wurde insbesondere aufgrund seines hochgradig reflektierenden weißen Dachs, der Nutzung von natürlicher Vegetation auf dem Vorplatz sowie der strengen Anforderungen an die Luftqualität im Inneren des Gebäudes als besonders umweltfreundlich klassifiziert.